# 孔曜
孔曜（?—169年），表字君曜，东汉时鲁国人。孔子十九代孫，孔房玄孙，孔均曾孙，孔志之孙，孔損长子。

## 生平
汉和帝永元四年（92年）汉和帝封孔子十八代孫孔損为褒亭侯，孔損死后，孔曜袭封褒亭侯。汉安帝延光三年（124年），安帝改封孔曜为奉圣亭侯，食邑一千户。他生下两个儿子：孔完、孔讚（孔羡之父）。汉灵帝时由孔完袭爵褒亭侯。

## 子
- 孔完，袭爵褒亭侯。没有儿子。
- 孔讚，字元宾，为守庙百户卒史，曹魏时宗圣侯孔羡之父。

## 参看
- 孔子
- 孔子世家大宗世系
- 孔子世系
- 孔子世家大宗世系图
- 孔子世家总世系图 (中兴祖前)